# Турцево
Турцево — деревня в Шекснинском районе Вологодской области.
Входит в состав сельского поселения Раменского, с точки зрения административно-территориального деления — в Раменский сельсовет.
Расстояние по автодороге до районного центра Шексны — 52 км, до центра муниципального образования Раменья — 8 км. Ближайшие населённые пункты — Золотуха, Филяково, Камешница.
По переписи 2002 года население — 4 человека.